# Sanowangthali
Sanowangthali (nep. सानोवाङथली) – gaun wikas samiti w środkowej części Nepalu w strefie Bagmati w dystrykcie Kavrepalanchok. Według nepalskiego spisu powszechnego z 2001 roku liczył on 343 gospodarstw domowych i 2033 mieszkańców (1006 kobiet i 1027 mężczyzn).